# Выпуклость денежного потока
Выпуклость — характеристика денежного потока инструмента (например, облигации), являющаяся мерой чувствительности его дюрации к процентным ставкам.
Выпуклость служит поправкой второго порядка, которая позволяет уточнить влияние процентных ставок на текущую стоимость денежного потока облигации.
Поправка обусловлена тем, что зависимость текущей стоимости от процентной ставки является нелинейной, поэтому линеаризация этой зависимости с помощью дюрации может недостаточно точно отразить влияние процентных ставок.
Учёт выпуклости позволяет уточнить влияние процентных ставок, в том числе учесть асимметричность влияния ставок при увеличении и уменьшении ставок.
В целом, чем выше выпуклость, тем более чувствительна цена облигации к уменьшению процентных ставок и менее чувствительна цена облигации к увеличению процентных ставок.

## Обоснование и определение (формула расчета)
Используя первые два члена в разложении функции зависимости приведенной стоимости {\displaystyle PV(r)} от процентной ставки в ряд Тейлора получим:
{\displaystyle \Delta PV(r)\approx PV'(r)\Delta r+0.5PV''(r)[\Delta r]^{2}}
Разделив это выражение на PV(r), получим:
{\displaystyle \delta PV={\frac {\Delta PV}{PV}}\approx {\frac {PV'}{PV}}\Delta r+0.5{\frac {PV''}{PV}}[\Delta r]^{2}}
Первый множитель представляет собой дюрацию (модифицированную, если {\displaystyle r} — обычная ставка, а не логарифмическая) с обратным знаком, а второй — это и есть искомая выпуклость (модифицированная в той же ситуации).
Исходя из определения, выводится формула:
{\displaystyle MC={\frac {PV''(r)}{PV}}={\frac {\sum _{i}{\frac {CF_{i}}{(1+r)^{t_{i}+2}}}t_{i}(t_{i}+1)}{PV}}={\frac {\sum _{i}{\frac {CF_{i}}{(1+r)^{t_{i}}}}t_{i}(t_{i}+1)}{PV(1+r)^{2}}}={\overline {T(T+1)}}/(1+r)^{2}=({\overline {T^{2}}}+{\overline {T}})/(1+r)^{2}}
Выражение {\displaystyle C={\overline {T^{2}}}+{\overline {T}}} и называют обычно выпуклостью. Собственно величина {\displaystyle MC} — это модифицированная выпуклость.
В первом приближении в качестве выпуклости также можно использовать величину {\displaystyle D(D+1)}, где {\displaystyle D={\overline {T}}} — дюрация денежного потока, что, однако, снижает точность расчетов.

### Связь с дюрацией
Можно показать, что MC связана с модифицированой дюрацией следующим образом:
{\displaystyle MC=MD^{2}-{\frac {dMD}{dr}}}

### Замечание
Наиболее точная оценка изменения цены получается, если разложить в ряд Тейлора не саму текущую стоимость, а её логарифм, и не просто по ставке процента, а по логарифмической ставке {\displaystyle \ln(1+r)}. В этом случае разложение с учетом только первых двух членов ряда будет иметь вид:
{\displaystyle \Delta \ln PV=-D\Delta \ln(1+r)+0.5({\overline {T^{2}}}-{\overline {T}}^{2})[\Delta \ln(1+r)]^{2}}
В данном случае второе слагаемое обычно является достаточно малой поправкой и становится существенной только на длинных сроках и больших изменениях ставки.